# جمهوريات الاتحاد السوفيتي
جمهوريات الاتحاد السوفيتي أو الجمهوريات المتحدة (الروسية: союзные республики) هي التقسيم الإداري الأعلى وتم اعتماداً على المجموعات العرقية وتتبع مباشرة إلى حكومة الاتحاد السوفيتي. خلال معظم تاريخه كان الاتحاد السوفاتي دولة مركزية، الإصلاحات اللامركزية خلال حقبة بيريسترويكا (إعادة الهيكلة) وغلاسنوست (الانفتاح) التي قام بها ميخائيل غورباتشوف أدت إلى تفكك الاتحاد السوفيتي في 1991.

## الجمهوريات وتفكك الاتحاد السوفيتي
خلال العقود الأخيرة من عمره، تكون الاتحاد السوفيتي من خمس عشرة جمهورية سوفيتية اشتراكية. خلال الإصلاحات التي قام بها ميخائيل غورباتشوف والتي كان الهدف منها انفتاح الاتحاد السوفيتي والتوجه نحو الليبرالية ولكنها أدت إلى زيادة سلطة الجمهوريات. بداية، الحرية السياسية سمحت للحكومات ضمن الجمهوريات بانتزاع الشرعية بالتذرع بالديمقراطية أو القومية أو مزيج من الاثنين معاً. هذا عدا عن أن التوجه الليبرالي أدى إلى تصدعات في الحزب الشيوعي السوفيتي الأمر الذي أدى إلى تناقص فعالية حكم الاتحاد مما أدى إلى ظهور الحركات الوطنية واليمينية بقيادة روسية واضحة من قبل بوريس يلتسن، الأمر الذي إدى إدى انهيار أسس الاتحاد. بعد إزالة الدور المركزي للحزب الشيوعي من الدستور، خسر الحزب الشيوعي سيطرته على النظام السياسي وتم منعه من ممارسة أي نشاط بعد محاولة الإنقلاب في العام 1991.
خلال عملية إعادة الهيكلة، حاولت الحكومة السوفيتية إيجاد هيكلية جديدة يف الحكم تعكس القوة المتنامية للجمهوريات ولكن هذه الجهود باءت بالفشل وبدأت الجمهوريات بالانسحاب من الاتحاد. في 8 كانون الأول / ديسمبر 1991 ما تبقى من زعماء الجمهوريات وقعوا على اتفاق بضرورة حل الاتحاد السوفيتي وإنشاء رابطة الدول المستقلة. في 25 كانون الأول / ديسمبر أعلن الرئيس غورباتشوف استقالته وفوض جميع سلطاته إلى يلتسن. في اليوم التالي صوت مجلس الجمهوريات على حل الاتحاد السوفيتي. ومنذ ذلك الحين يتم حكم الجمهوريات بشكل مستقل حيث تبنى بعضهم سياسات ليبرالية بينما البعض الآخر خصوصاً في آسيا الوسطى حافظ على قياداته التي كانت زمن الاتحاد حتى هذه الأيام.
| الجمهورية الروسية السوفيتية الاتحادية الاشتراكية           | موسكو                   | 1922 | 147٬386٬000 | 51٫40 | 17٬075٬400 | 76٫62 | روسيا         | 1  |
| قالب:بيانات بلد الجمهورية الأوكرانية الاشتراكية السوفيتية  | كييف (خاركيف قبل 1934)  | 1922 | 51٬706٬746  | 18٫03 | 603٬700    | 2٫71  | أوكرانيا      | 2  |
| قالب:بيانات بلد الجمهورية الأوزبكية الاشتراكية السوفيتية   | طشقند (سمرقند قبل 1930) | 1924 | 19٬906٬000  | 6٫94  | 447٬400    | 2٫01  | أوزبكستان     | 4  |
| قالب:بيانات بلد الجمهورية الكازاخية الاشتراكية السوفيتية   | استانا                  | 1936 | 16٬711٬900  | 5٫83  | 2٬717٬300  | 12٫24 | كازاخستان     | 5  |
| جمهورية بيلاروس الاشتراكية السوفيتية                       | مينسك                   | 1922 | 10٬151٬806  | 3٫54  | 207٬600    | 0٫93  | روسيا البيضاء | 3  |
| قالب:بيانات بلد الجمهورية الأذرية الاشتراكية السوفيتية     | باكاو                   | 1922 | 7٬037٬900   | 2٫45  | 86٬600     | 0٫39  | أذربيجان      | 7  |
| قالب:بيانات بلد الجمهورية الجورجية الاشتراكية السوفيتية    | تبليسي                  | 1922 | 5٬400٬841   | 1٫88  | 69٬700     | 0٫31  | جورجيا        | 6  |
| قالب:بيانات بلد الجمهورية الطاجيكية الاشتراكية السوفيتية   | دوشنبه                  | 1929 | 5٬112٬000   | 1٫78  | 143٬100    | 0٫64  | طاجيكستان     | 12 |
| قالب:بيانات بلد الجمهورية المولدوفية الاشتراكية السوفيتية  | كيشيناو                 | 1940 | 4٬337٬600   | 1٫51  | 33٬843     | 0٫15  | مولدوفا       | 9  |
| قالب:بيانات بلد الجمهورية القيرغيزية الاشتراكية السوفيتية  | بيشكك                   | 1936 | 4٬257٬800   | 1٫48  | 198٬500    | 0٫89  | قيرغيزستان    | 11 |
| قالب:بيانات بلد الجمهورية الليتوانية الاشتراكية السوفيتيةa | فيلنيوس                 | 1940 | 3٬689٬779   | 1٫29  | 65٬200     | 0٫29  | ليتوانيا      | 8  |
| قالب:بيانات بلد الجمهورية التركمانية الاشتراكية السوفيتية  | عشق آباد                | 1924 | 3٬522٬700   | 1٫23  | 488٬100    | 2٫19  | تركمانستان    | 14 |
| قالب:بيانات بلد الجمهورية الأرمينية الاشتراكية السوفيتية   | يريفان                  | 1922 | 3٬287٬700   | 1٫15  | 29٬800     | 0٫13  | أرمينيا       | 13 |
| قالب:بيانات بلد الجمهورية اللاتفية الاشتراكية السوفيتيةa   | ريغا                    | 1940 | 2٬666٬567   | 0٫93  | 64٬589     | 0٫29  | لاتفيا        | 10 |
| قالب:بيانات بلد الجمهورية الإستونية الاشتراكية السوفيتية   | تالين                   | 1940 | 1٬565٬662   | 0٫55  | 45٬226     | 0٫20  | إستونيا       | 15 |

اعتبر احتلال دول البلطيق في العام 1940 احتلال غير قانوني من قبل الحكومات البلطيقية وعدد من الدول الغربية بما في ذلك الولايات المتحدة والاتحاد الأوروبي. اعتبر الاتحاد السوفيتي أن هذا الضم قانوني ولكنه اعترف رسمياً باستقلال هذه الدول في 6 أيلول / سبتمبر 1991 أي ثلاثة أشهر قبل تفككه. 

### جمهوريات سوفيتية أخرى
- الجمهورية الاشتراكية السوفيتية الأبخازية بعد تأسيسها بوقت قصير انضمت إلى جورجيا السوفيتية كامتداد لجمهورية ما وراء القوقاز الاشتراكية السوفيتية في العام 1922. وفي العام 1931 تغيرت حالتها إلى جمهورية سوفيتية مستقلة ذاتياً عن جورجيا السوفيتية. حالياً تسمى جمهورية أبخازيا وهي غير معترف بها من قبل جورجيا وغالبية المجتمع الدولي.
- قامت كل من الجمهوريات السوفيتية الأرمينية والأذرية وجورجية بتشكيل جمهورية ما وراء القوقاز الاشتراكية السوفيتية. وتم تفكيك هذا الاتحاد في العام 1936.
- جمهورية خراسان الشعبية السوفيتية (1923-1925) تم تقسيمها بين الجمهوريات السوفيتية التركمانية والأوزبكية.
- جمهورية بخارى الشعبية السوفيتية (1924–1925) تم تقيسمها بين الجمهوريات السوفيتية الطاجيكية والأوزبكية والتركمانية.
- الجمهورية الكريلية - الفنلندية الاشتراكية السوفيتية (1940-1956) تم استعادة الجمهورية السوفيتية الكريلية المستقلة ذاتيا والتي تنتمي إلى روسيا السوفيتية. حالياً هي جمهورية كاريليا ضمن روسيا الاتحادية.

## معرض صور

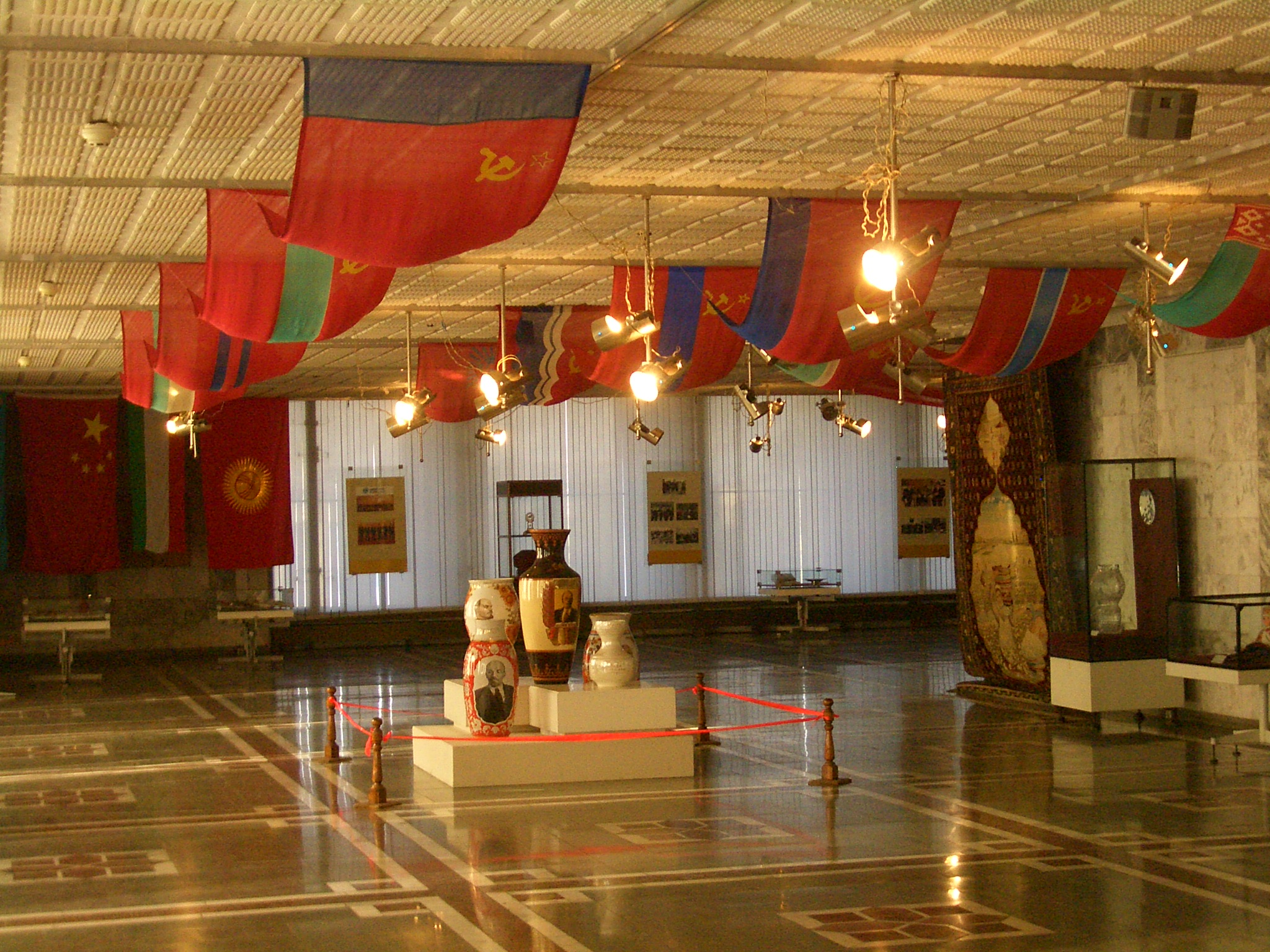
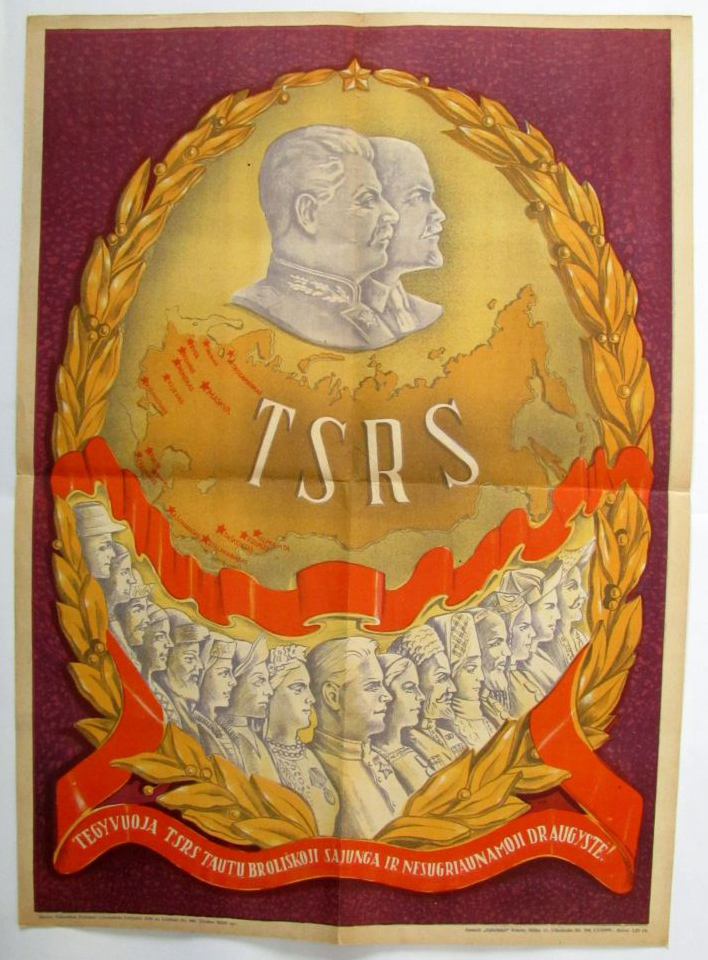
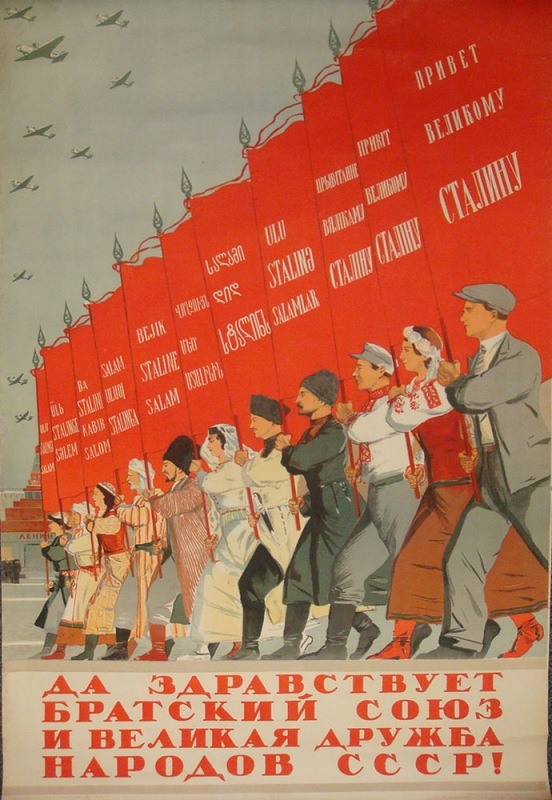